# Saltos ornamentais no Campeonato Europeu de Esportes Aquáticos de 2014 - Trampolim 3 m sincronizado masculino
A prova do trampolim 3 m sincronizado masculino dos saltos ornamentais no Campeonato Europeu de Esportes Aquáticos de 2014 foi realizada no dia 22 de agosto em Berlim, na Alemanha. 

## Calendário
| Fase       | Data         | Hora  |
| ---------- | ------------ | ----- |
| Preliminar | 22 de agosto | 12:00 |
| Final      | 22 de agosto | 16:00 |

Todos os horários estão no horário local (UTC+1)

## Medalhistas
| Ouro                                      | Prata                                      | Bronze                                          |
| Rússia · Ilya Zakharov · Evgeny Kuznetsov | Alemanha · Patrick Hausding · Stephan Feck | Ucrânia · Oleksandr Gorshkovozov · Illya Kvasha |

## Resultados
Esses foram os resultados da competição.
| Pos.              | Saltador                            | Nacionalidade | Preliminar | Preliminar | Final  | Final |
| Pos.              | Saltador                            | Nacionalidade | Pontos     | Pos.       | Pontos | Pos.  |
| ----------------- | ----------------------------------- | ------------- | ---------- | ---------- | ------ | ----- |
| Medalha de ouro   | Ilya Zakharov Evgeny Kuznetsov      | Rússia        | 436.41     | 1          | 464.64 | 1     |
| Medalha de prata  | Patrick Hausding Stephan Feck       | Alemanha      | 413.97     | 2          | 438.15 | 2     |
| Medalha de bronze | Oleksandr Gorshkovozov Illya Kvasha | Ucrânia       | 408.39     | 3          | 433.98 | 3     |
| 4                 | Michele Benedetti Giovanni Tocci    | Itália        | 386.04     | 5          | 400.59 | 4     |
| 5                 | Chris Mears Jack Laugher            | Reino Unido   | 399.15     | 4          | 391.98 | 5     |
| 6                 | Constantin Blaha Fabian Brandl      | Áustria       | 365.28     | 8          | 383.19 | 6     |
| 7                 | Andrzej Rzeszutek Kacper Lesiak     | Polónia       | 372.39     | 6          | 381.36 | 7     |
| 8                 | Stefanos Paparounas Michail Fafalis | Grécia        | 368.01     | 7          | 368.37 | 8     |
| 9                 | Andrei Pawluk Yauheni Karaliou      | Bielorrússia  | 363.39     | 9          |        |       |